# Miguel Sanabria
Miguel Ángel Sanabria Acevedo (n. Tuta, Boyacá, 20 de septiembre de 1967 - id. 7 de octubre de 2006), apodado «El Ratón», fue un ciclista de ruta de Colombia, profesional entre 1990 y 1998. Falleció en un accidente de tránsito vehicular en 2006.

## Palmarés
- Vuelta a Colombia
  - 1.º en la clasificación general de la Vuelta a Colombia 1996
  - 1.º en la 6.º etapa de la Vuelta a Colombia 1995
  - 1.º en la clasificación de la montaña en la Vuelta a Colombia 1995
  - 1.º en la 6.º etapa de la Vuelta a Colombia 1996
  - 1.º en la 12.º etapa en la Vuelta a Colombia 1999
  - 1.º en la 13.º etapa de la Vuelta a Colombia 2004
  - 1.º en la 14.º etapa de la Vuelta a Colombia 2004

- Vuelta al Táchira
  - 1.º en la 10.º etapa de la Vuelta al Táchira 1992

- Vuelta a Cundinamarca
  - 1.º en la clasificación general de la Vuelta a Cundinamarca 2002
  - 1.º en la 4.º etapa de la Vuelta a Cundinamarca 1997

- GP Mundo Ciclístico
  - 1.º  en la clasificación general del GP Mundo Ciclístico 1998
  - 1.º en la 1.º etapa del GP Mundo Ciclístico 1998

- Vuelta a Boyacá
  - 1.º en la 1.º etapa de la Vuelta a Boyacá 2004

## Resultados en lasgrandes vueltas
| Carrera         | 1991 | 1992 | 1993 |
| Tour de Francia | -    | -    | -    |
| Giro de Italia  | 60°  | -    | -    |
| Vuelta a España | -    | -    | Ab.  |